# LLB Schweiz
Die LLB (Schweiz) AG mit Sitz in Uznach ist eine Universalbank und Teil der Liechtensteinischen Landesbank Gruppe. Sie betreut Privat- und Firmenkunden und verfügt über besondere Expertise im Private Banking sowie im Geschäft mit kleinen und mittleren Unternehmen.
Seit Ende 2022 ist die LLB Schweiz eine hundertprozentige Tochtergesellschaft der LLB-Gruppe. Sie agiert weiterhin als lizenzierte Schweizer Bank unter der Aufsicht der Eidgenössischen Finanzmarktaufsicht (FINMA). Kundeneinlagen sind durch die Schweizer Einlagensicherung geschützt.

## Tätigkeitsgebiet
Die LLB (Schweiz) AG ist mit acht Geschäftsstellen und zwei Beratungsstandorten in der deutschsprachigen Schweiz vertreten. Zu den Standorten zählen Uznach, Rapperswil, Sargans, Lachen, Winterthur, Frauenfeld sowie die 2024 neu eröffneten Beratungsstandorte in Zürich und St. Gallen.
Ihr Tätigkeitsgebiet umfasst traditionell das Retail Banking, das Hypothekargeschäft, das Private Banking sowie das Bankgeschäft mit kleinen und mittleren Unternehmen. Darüber hinaus bietet die LLB Schweiz digitale Lösungen und persönliche Beratung für Privat- und Firmenkunden in der gesamten Region.

## Geschichte
Die Bank wurde 1848 in Uznach unter dem Namen Leih- & Spar-Kassa des See-Bezirks gegründet. 1852 passte sich die Bank dem Frankensystem an, nachdem sie vier Jahre lang eigene Banknoten im Wert von 10 Gulden herausgegeben hatte.

Ehemaliges Logo

Ihre erste Expansionsphase erlebte die Bank zwischen 1905 und 1926, als sie in der Region verschiedene Geschäftsstellen eröffnete. Einen zweiten Wachstumsschub erfuhr die Bank ab 1967 nach der Übernahme der Spar- und Leihkasse Schmerikon und der Eröffnung weiterer Geschäftsstellen in den 1970er und 1980er Jahren. 1988 folgte die Fusion mit der Sarganserländischen Bank, der 1993 die Fusion mit der Sparkasse Stäfa und die Übernahme der Sparkasse Uetikon folgten. Nach verschiedenen Namensänderungen erhielt die Bank 1994 den Namen Bank Linth. 2002 erwarb sie die Spar- und Leihkassa Kaltbrunn. Nach einem erfolglosen Übernahmeangebot seitens der Glarner Kantonalbank stieg die Liechtensteinische Landesbank mit 74,2 Prozent der Aktien bei der Bank Linth ein.
In Kooperation mit der Cornèr Bank wurde im Oktober 2016 die Bezahlung mittels Apple Pay eingeführt.
Im Januar 2022 unterbreite die Mehrheitsaktionärin Liechtensteinische Landesbank den Publikumsaktionären der Bank Linth ein öffentliches Kaufangebot. Gleichzeitig gab sie die Absicht bekannt, die Aktien der Bank Linth von der Börse zu nehmen.
Nach Ablauf der Frist des öffentlichen Kaufangebots hielt die Liechtensteinische Landesbank 99,9 Prozent an der Bank Linth. In der Folge stellte die Bank Linth ein Gesuch um Dekotierung ihrer Aktien sowie ein Gesuch zur Befreiung von einem Grossteil der Publizitätspflichten.
Im September 2023 vereinheitlicht die LLB-Gruppe – zu der auch die Bank Linth gehört – ihren Markenauftritt und aus der Bank Linth wird LLB (Schweiz) AG.

## Belege
1. 1 2  Eintrag im Bankenstamm der Swiss Interbank Clearing
2. ↑  LLB-Gruppe: „Geschäftsbericht 2024“, abrufbar unter llb.ch
3. ↑  [2]
4. ↑  René Zwicky wird neuer CEO der LLB Schweiz (Memento vom 8. Januar 2024 im Internet Archive)
5. ↑  LLB (Schweiz) AG: „Was uns ausmacht“, abrufbar unter llb.ch
6. ↑  LLB (Schweiz) AG: „Was uns ausmacht“, abrufbar unter llb.ch
7. ↑  LLB (Schweiz) AG: „Standortfinder“, abrufbar unter llb.ch
8. ↑  LLB (Schweiz) AG: „LLB eröffnet neuen Standort in Zürich“, Medienmitteilung 2024, abrufbar unter llb.ch
9. ↑  LLB (Schweiz) AG: „Über uns“, abrufbar unter llb.ch
10. ↑  Schlag für Twint: Bank Linth startet mit Apple Pay. In: handelszeitung.ch. 18. Oktober 2016, abgerufen am 22. September 2019.
11. ↑  Bank Linth gibt öffentliches Kaufangebot der LLB und beabsichtigten Rückzug von der Börse bekannt (Memento vom 26. August 2022 im Internet Archive)
12. ↑  Bank Linth stellt Gesuch um Dekotierung ihrer Aktien (Memento vom 1. Februar 2023 im Internet Archive)

Koordinaten: 47° 13′ 29,6″ N, 8° 58′ 58,7″ O; CH1903: 716958 / 231592